# La Fàbrica Vella
La Fàbrica Vella és una antiga fàbrica de tèxtil i l'edifici principal d'un conjunt històric situat al barri del Rieral de Bigues i Riells, el principal patrimoni industrial del municipi, avui transformat en hotel. Completa el conjunt històric la bassa adjacent, la masia el Molinet, la Porteria o Casa de la Fàbrica i la masia la Polvoreria. Va ser la primera activitat industrial del municipi als temps moderns.

## Història
Al segle xvii el molí hauria estat un molí bataner o draper segons la documentació trobada a l'Arxiu Parroquial que hi situa un moliner de draps el 1619. Per altra part, al segle xvii s'han trobat les primeres referències de la Polvoreria, masia propera al molí, que seria l'obrador a on es tenyien els draps a partir de les pólvores. De fet, el topònim polvoreria significa obrador del polvorerer. Aquesta activitat també queda reflectida per Pascual Madoz en el seu Diccionario geogràfico-estadístico-histórico de España y sus possessiones de ultramar (Madrid, 1845-1850) el 1845, al parlar de «un tinte i un batán».
L'any de construcció d'aquesta fàbrica inicial no es coneix amb exactitud, però es pot situar a principis del segle xix. El que si és clar, és que es va transformar un antic molí draper en una fàbrica tèxtil, en el sentit modern del terme, buscant un increment en la producció i implantant les millores tècniques i productives sorgides de la revolució industrial. Les primeres dades que parlen de la instal·lació d'una fàbrica de teixits es trobaven en la dècada dels seixanta del segle xix de la mà d'Esteve Umbert i Ventura, empresari tèxtil de Sant Feliu de Codines. Les primeres dependències de la fàbrica es van construir en l'emplaçament de l'antic Molí de la Torre, del qual les primeres referències documentals daten del 1156.
La instal·lació de la fàbrica tèxtil a Bigues al segle xix suposa una sortida a l'economia de subsistència dels pobles de Bigues i Riells. D'aquesta manera, els treballadors i sobretot treballadores podien aportar un complement a l'economia familiar en un moment en què la fil·loxera havia arrasat les vinyes existents al municipi. Un alt percentatge de la població, en un moment o altre de la seva vida, va passar per la fàbrica. De manera que, es poden trobar diverses generacions d'una mateixa família treballant a la Fàbrica Vella en el transcurs d'un segle, que és més o menys el temps que va durar l'activitat tèxtil a la fàbrica.
Des de la primera referència escrita, 1862, de la presència de la família Umbert a la Fàbrica Vella, fins que la família Umbert deixa la fàbrica de Bigues, podem parlar de tres etapes en les quals la fàbrica de Bigues va ser una fàbrica satèl·lit de l'empresa mare de Sant Feliu de Codines. L'empresa en qüestió va adoptar tres noms diferents: de finals de segle xix a 1902 l'empresa s'anomenava “Fàbrica Española de Tejidos”, de 1903 a 1922 Cirera-Umbert i de 1922 a 1928 Sociedad Española de Tejidos. De 1928 a 1930 la fàbrica va estar tancada. El 1930 Joan Puig Marcó empresari tèxil del Masnou va renovar la maquinària, va fer obres a la fàbrica i la va tornar a posar en marxa el 1931. De 1931 a 1933 l'empresa es va anomenar J.Puig. El 1933 es va crear la societat Puig, Pollés i Bernadàs que va tenir vigència fins al 1962, any del tancament definitiu de l'empresa. Durant el període de la guerra civil, l'empresa va ser col·lectivitzada per la UGT i es va dedicar a la confecció de cartutxeres i roba militar.

## Arquitectura
Es construí a la riba dreta del riu Tenes i està orientada cap al sud buscant l'aprofitament de la llum del sol durant tot el dia, i la força de l'aigua, seguint la tendència que s'havia iniciat a Catalunya arran de la revolució industrial.
Fent una anàlisi de conjunt, es pot dir que la planta de l'edifici és rectangular amb planta i pis i amb coberta a dues aigües, i està disposat de forma transversal al riu Tenes. Hi ha quatre cossos diferenciats que corresponen a les diferents ampliacions de l'edifici. Els materials de construcció utilitzats són la pedra de riera i el totxo. El totxo s'utilitza per emmarcar obertures i delimitar pisos. La part de l'edifici més propera al riu és la part més antiga. En aquest cos hi ha planta, pis i soterrani, a més a més del forat de la turbina que generava energia per la fàbrica a partir de l'aigua emmagatzemada a la bassa i de la que venia pel canal superior.
L'edifici es completa amb una ampliació a ponent d'un cos més alt i més ample edificat a la dècada dels anys trenta del segle xx. Aquesta nau està construïda amb totxo i tenia una coberta a doble vessant d'uralita. Aquesta nau és més alta que la resta de l'edifici i consta també de planta i pis. El pis es sustenta sobre uns pilars cilíndrics de ferro, i unes bigues també de ferro. Aquesta ampliació estava connectada amb la resta de la fàbrica.
La bassa de la fàbrica és un element de gran interès històric i arquitectònic. En fer una lectura dels seus murs es pot veure que la bassa presenta tres moments constructius. Els murs de tancament inicials realitzats a base de carreus de grans dimensions i l'estructura cònica de la bassa marquen una primera època medieval. Aquest seria el moment en què la bassa feia les funcions de bassa del Molí de la Torre. A partir d'aquesta primera estructura la bassa creix en dues ampliacions diferents a partir de pedra sense treballar i totxo.
En l'actualitat s'ha transformat en l'hotel «Molí de la Torre».